# 百丈乡
百丈乡，是中华人民共和国广西壮族自治区来宾市象州县下辖的一个乡镇级行政单位。

## 行政区划
百丈乡下辖以下地区：
民进村、那沙村、百丈村、敖抱村、练石村、新寨村和大满村。